# Marija Marković
Marija Marković (Belgrado, 17 ottobre 1982) è una scultrice serba.

## Biografia

### Istruzione e carriera
Marija Marković (in serbo Марија Марковић?), nota anche come Mary, è una scultrice serba che vive e lavora a Venezia. È presidente dell'Associazione culturale internazionale "Atelier 3+10".
Ha mosso i primi passi artistici nel campo del disegno e della modellazione nella sua città natale, nello studio dello scultore Gradimir Rajković. Dopo qualche anno, nel 2002, si è trasferita in Italia, dove nel 2008 si è diplomata all'Accademia di belle arti di Venezia – sezione scultura, nella classe del professor Andrea Grassi. La sua tesi di laurea è stata sul tema della fotografia sotto la guida del professor Guido Cecere. Si è specializzata in scultura nel 2012, dopo un ulteriore biennio di studi presso la stessa accademia nella classe del professor Giuseppe La Bruna. Nel 2014 ha conseguito un altro diploma – scultore del legno, nella classe del professor Andrea Tomazini, presso la Scuola professionale per l'artigianato artistico Sankt Ulrich di Ortisei.
Nel laboratorio di Pietrasanta ha sviluppato l'amore per la lavorazione del marmo e si è formata anche a Quimper, in Francia, nell'ambito di una borsa di studio Erasmus di sei mesi. Oltre al marmo e al legno, oggi Marija Marković scolpisce in granito e resina, ma anche in materiali non plasmabili, come sabbia, neve, ghiaccio e cioccolato.
Ha insegnato all'Accademia di Belle Arti di Venezia e tuttora insegna in scuole e corsi d'arte secondari. Ha esposto le sue opere, in modo indipendente e collettivo, in Italia, Francia, Germania, Slovacchia, Slovenia, Croazia, Serbia, Danimarca, Finlandia, Turchia, Cina...
All'inizio del 2015 ha fondato l'Associazione Culturale Internazionale "Atelier 3+10" a Venezia, dove ricopre il ruolo di presidente e lavora come insegnante di scultura.
Si dedica all'esplorazione dei confini artistici e le sue opere possono essere definite simboliche.
Oltre alla sua lingua madre, parla anche italiano, inglese e francese.
È incluso nell'"Enciclopedia della diaspora nazionale", a cura di Ivan Kalauzović Ivanus.

### Opere (selezione)
- Fragolina (2008)
- Sorgente di vita (2011)
- Attimo di inquietudine (2011)
- Incubo (2011)
- Nexus I (2013)
- Preghiera (2014)
- Senza titolo (2014)
- L'amore eterno (2014)
- Cinderella (2017)
- Full Heart (2020)
- Le Radici (2023)
- L'anima Radicata (2023)

## Mostre (selezione)
- Mostra collettiva "Culturama" (Buie, Croazia, 2005)
- Mostra collettiva (San Martino Collio, Slovenia, 2006)
- Mostra internazionale di fotografia contemporanea "Come guardare Venezia" (Mestre, Italia, 2007)
- Mostra internazionale di fotografia contemporanea "How to Look at Venice" (Karlsruhe, Germania, 2008)
- Mostra collettiva internazionale "École des Beaux-Arts" (Quimper, Francia, 2009)
- Mostra concorso internazionale di sculture "Vedere con la mano" (Trento, Italia, 2010)
- Mostra collettiva degli studenti della classe di Giuseppe la Bruna dell'Accademia di belle arti (Venezia, Italia, 2011)
- Mostra collettiva a cura di Claudia Baldi "Meetings–Comparisons" (Levizzano Rangone, Italia, 2012)
- Mostra collettiva in Galleria "Circolo" (Ortisei, Italia, 2013)
- Mostra collettiva "Vision of the Real" (Pietrasanta, Italia, 2014)
- Simposio sulla scultura in legno (Højer, Danimarca, 2015)
- Simposio sulla scultura di sabbia "Costruir un punto forte" (Grado, Italia, 2016)
- Esposizione nell'ambito della "Venice Fashion Night" (Venezia, Italia 2017)
- Simposio di sculture di neve "Arte in pista" (Badia, Italia, 2018)
- Laboratorio internazionale di scultura presso l'Università “Nove Settembre” (in turco Dokuz Eylül Üniversitesi, Torbalı, Turchia, 2019)
- Mostra nell'ambito del Festival della Neve "Nallikari" (Oulu, Finlandia, 2020)
- Simposio internazionale sulla scultura in pietra "10 Giornate in Pietra" (Lettomanoppello, Italia, 2021)
- Simposio internazionale nell'ambito della mostra delle sculture di ghiaccio (Baoding, Heilongjiang, Cina, 2023)
- Campionato internazionale di sculture di ghiaccio "Tatry Ice Master" (Vysoké Tatry, Slovacchia, 2024)

## Premi e riconoscimenti
- Premio al concorso internazionale di scultura "Edgardo Mannucci" (Arcevia, Italia, 2010)
- Primo premio al concorso "Recycl'Art Expo" (Milano, Italia, 2012)
- Primo premio al Simposio delle sculture di ghiaccio (Ortisei, Italia, 2013)
- Secondo premio al Simposio sulle sculture forestali "Bosco Arte Stenico" (Stenico, Italia, 2018)
- Terzo premio al Simposio di sculture di neve "Ice Games" (Cadipietra – Valle Aurina, Italia, 2018)
- Premio "N.I.C.E" alla Fiera Arte e Design (Milano, Italia, 2019)
- Secondo premio al simposio di sculture di neve "Snow Art" (Pontebba, Italia, 2019)
- Primo premio al Simposio Internazionale sulla Scultura in Legno (Balbido-Rango, Italia, 2023)